# Gonocarpus teucrioides
Gonocarpus teucrioides är en slingeväxtart som beskrevs av Dc.. Gonocarpus teucrioides ingår i släktet Gonocarpus och familjen slingeväxter. Inga underarter finns listade i Catalogue of Life.